# Lisle Ellis

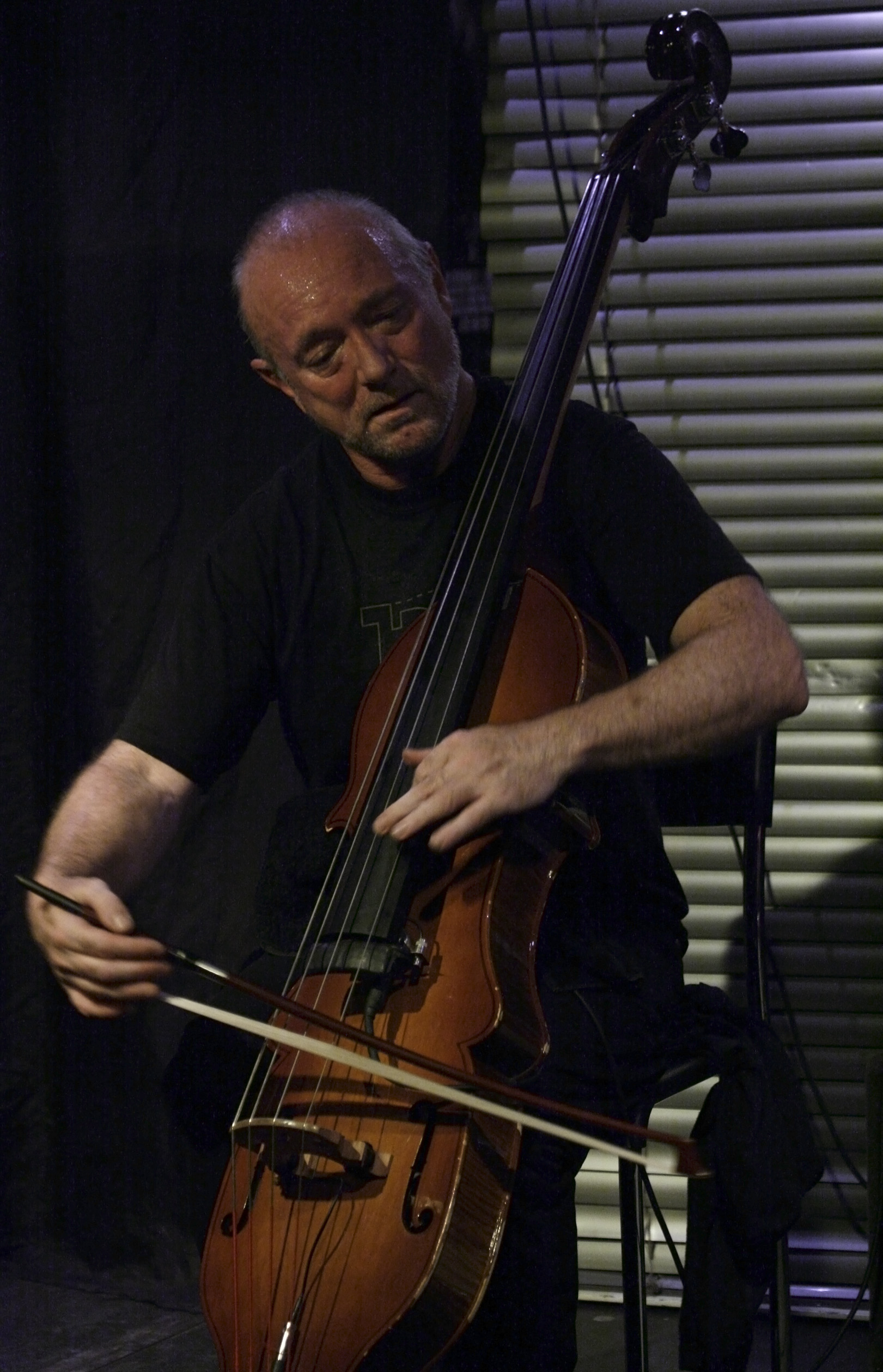
Lisle Ellis (Wien 2008)

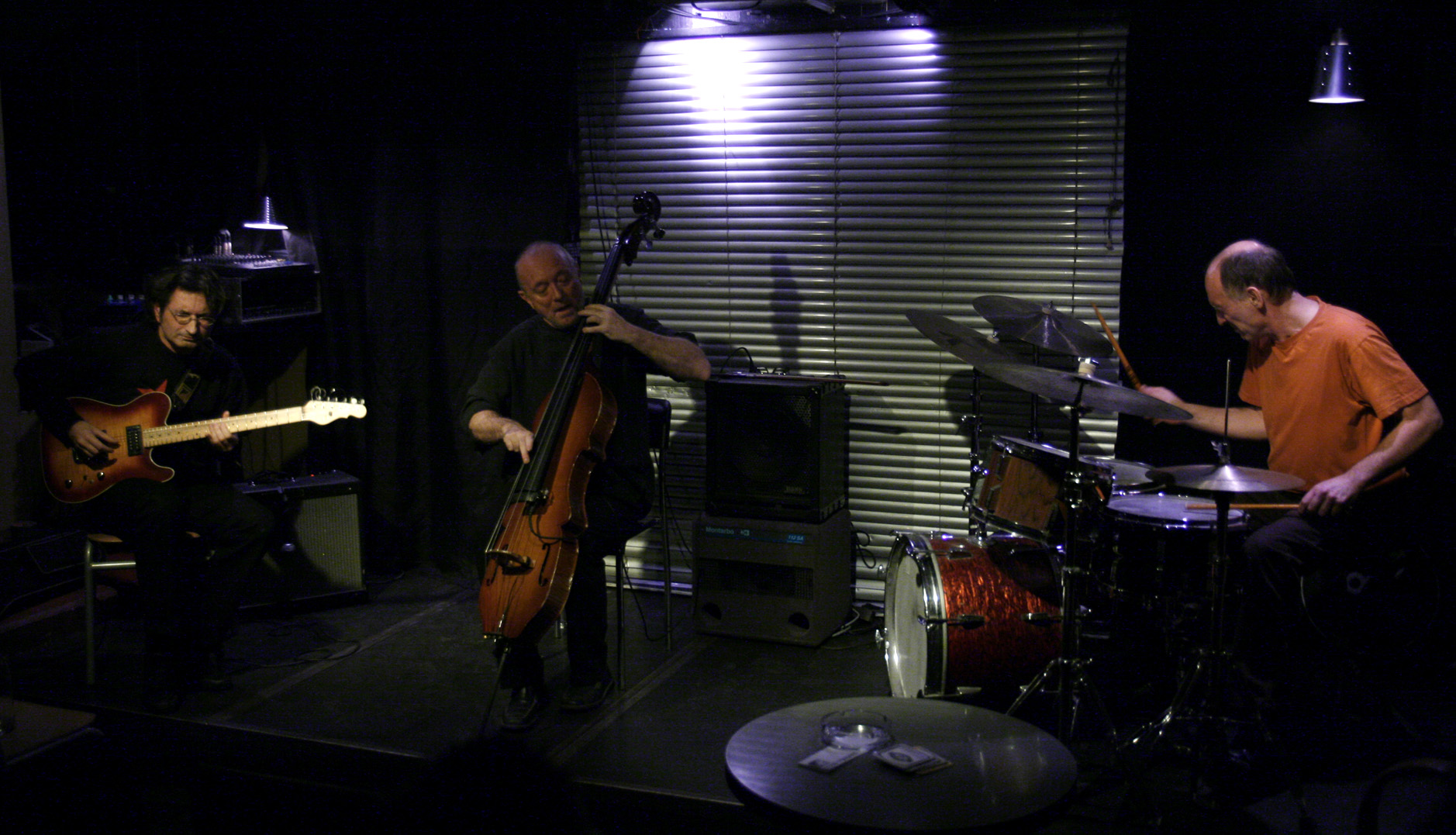
Lisle Ellis mit Wolfgang Reisinger und Andy Manndorff (Wien 2008)

Lisle Ellis (* 17. November 1951 in Campbell River, British Columbia, teilweise auch L. S. Ellis) ist ein kanadischer Jazz-Bassist, Live-Elektroniker und Komponist.

## Leben und Wirken
Lisle Ellis begann das Spiel auf der Bassgitarre als Jugendlicher und hatte seine ersten Auftritte in Studios, in Radio- und Fernsehshows und in Striplokalen. Dann studierte am Konservatorium in Vancouver bei Walter Robertson, danach am dortigen Douglas College. Von 1975 bis 1979 studierte er auch am Creative Music Studio in Woodstock.
Ellis lebte zunächst 1982/83 in Toronto, von 1983 bis 1992 in Montreal, wo er unter anderem in verschiedenen Musiker-Organisationen tätig war. Danach zog er in die Vereinigten Staaten, lebte bis 2001 in San Francisco, bis 2005 in San Diego, danach in New York City.
In Vancouver arbeitete er mit Paul Plimley, Paul Cram, Ralph Eppel und Gregg Simpson im New Orchestra Workshop zusammen, mit dem er nach wie vor bei verschiedenen Projekten kooperiert. Mit Plimley entstand 1989 das Album „Kaleidoscopes: The Ornette Coleman Songbook“ auf dem Hat Art Label, das mit fünf Sternen im Down Beat bewertet wurde.
Dem Reclam Jazzlexikon zufolge führte Mitte der 1990er Jahre der Ortswechsel nach Kalifornien dazu, dass er ab 1995 verstärkt Free Jazz spielte. Zentral war hier das Trio What We Live, neben ihm Larry Ochs und Donald Robinson, das auch CDs mit Gästen wie Wadada Leo Smith, Glenn Spearman oder Dave Douglas einspielte. Bei Konzerten an der amerikanischen Westküste war er das Bassist von Cecil Taylor. 1998 legte er ein erstes Album unter eigenem Namen vor, Children in Peril (mit Joe McPhee). Weiterhin spielte er mit Musikern wie Peter Brötzmann oder Andrew Cyrille.
Als Bassist gab er zunehmend das Powerplay auf und verlegte sich auf die Arbeit mit unterschiedlichen Klangfarben. Zudem spielen in Ellis’ Musik spielen Elemente der elektronischen Musik eine Rolle. In diesem Bereich arbeitete er mit seinem Experimental-Trio Audible Means (mit dem Saxophonisten Ellery Eskelin und dem Keyboarder Erik Deutsch), das in der New Yorker Szene 2006/07 aktiv war. Seit seinem Eintreffen in New York arbeitet er auch mit dem Komponisten und Keyboarder Tom Hamilton auf dem Gebiet der elektronischen Musik zusammen. 2007 schrieb er das Sucker Punch Requiem – A Homage to Jean-Michel Basquiat, den zwanzig Jahre zuvor verstorbenen New Yorker Graffiti-Künstler. Außerdem spielte Ellis mit der in Italien ansässigen Formation Di Terra mit dem Pianisten Alberto Braida und dem Schlagzeuger Fabrizio Spera.

## Diskographische Hinweise
- 1994 – Paul Plimpley: Density of the Lovestruck Demons (Music & Arts) mit Donald Robinson
- 1995 – ROVA: John Coltrane’s Ascension (Black Saint)
- 1996 – Ben Goldberg: Eight Phrases for Jefferson Rubin (Victo)
- 1999 – Patrick Brennan: Saunters, Walks, Ambles (CIMP)
- 2009 – Kirk Knuffke, Kenny Wollesen, Lisle Ellis: Chew Your Food (No Business)
- 2011 – Mircea Tiberian ● Maria Răducanu ● Lisle Ellis: Rosa Das Rosas (Soft Records)